# Jonas Strand Gravli
Jonas Strand Gravli (* 10. November 1991) ist ein norwegischer Theater- und Filmschauspieler.

## Leben
Strand Gravli besuchte von 2007 bis 2010 die weiterführende Schule in Stange. Anschließend besuchte er für zwei Jahre das Nordic Institute of Stage and Studio, von 2012 bis 2015 absolvierte er ein Theaterschauspielstudium an der Kunsthochschule Oslo. Seit 2015 gehört er dem Ensemble des Nationaltheatret an. 2014 spielte er im Kurzfilm Victor mit, 2017 folgte eine Besetzung im Kurzfilm I kveld er det lov å være mann. 2018 hatte er Episodenrollen in den Fernsehserien Roeng sowie Heimebane inne und spielte im Film 22. Juli mit. 2019 war er in insgesamt fünf Episoden der Fernsehserie Kommissar Wisting in der Rolle des Thomas Wisting zu sehen. Von 2020 bis 2023 stellte er im Netflix Original Ragnarök die Rolle des Laurits Seier, der Reinkarnation des Loki, dar. 2021 war er außerdem in acht Episoden der Fernsehserie Jordbrukerne als Tariq zu sehen.

## Filmografie (Auswahl)
- 2014: Victor (Kurzfilm)
- 2017: I kveld er det lov å være mann (Kurzfilm)
- 2018: Roeng (Fernsehserie, Episode 1x03)
- 2018: Heimebane (Fernsehserie, 2 Episoden)
- 2018: 22. Juli
- 2019: Amundsen
- 2019: Helt perfekt (Fernsehserie, Episode 9x01)
- seit 2019: Kommissar Wisting (Wisting, Fernsehserie)
- 2019: Espen und die Legende vom goldenen Schloss (Askeladden – I Soria Moria slott)
- 2019: 17 (Fernsehserie, Episode 2x08)
- 2020: Da du dro (Kurzfilm)
- 2020–2023: Ragnarök (Ragnarok, Fernsehserie, 18 Episoden)
- 2021: Utmark (Fernsehserie, Episode 1x03)
- 2021: Vildmænd
- 2021: Kjære landsmenn (Fernsehserie, Episode 1x01)
- 2021: Å ha det bra (Kurzfilm)
- 2021: Jordbrukerne (Fernsehserie, 8 Episoden)
- 2022: Verschwunden in Lørenskog (Forsvinningen – Lørenskog 31. oktober 2018, Fernsehserie)